# Saint-Martin-de-Connée
Pour les articles homonymes, voir Saint-Martin.
Saint-Martin-de-Connée est une ancienne commune française, située dans le département de la Mayenne en région Pays de la Loire, peuplée de 411 habitants.
Le 1er janvier 2021, la commune nouvelle de Vimartin-sur-Orthe est créée avec la fusion des trois communes de Vimarcé, Saint-Pierre-sur-Orthe et Saint-Martin-de-Connée, toutes devenues commune déléguée.

## Géographie

### Description
La commune déléguée  fait partie de la province historique du Maine, et se situe dans le Bas-Maine.

### Communes limitrophes
|                        | Saint-Thomas-de-Courceriers |                        |
| Izé                    | Saint-Martin-de-Connée      | Saint-Pierre-sur-Orthe |
| Saint-Georges-sur-Erve | Vimarcé                     |                        |

## Toponymie
La paroisse est dédiée à Martin de Tours.
Durant la Révolution, la commune porte le nom de Connée.

## Histoire
La fusion des communes de Vimarcé, Saint-Pierre-sur-Orthe et Saint-Martin-de-Connée  sous le régime des communes nouvelles est envisagée dès 2014. Le projet est réactivé lors des débats des élections municipales de 2020 de manière à obtenir plus d'aides de l'État, la nouvelle collectivité ainsi formée dépassant les 1 000 habitants, et pour permettre le financement de la construction d'une nouvelle école commune à tous les habitants. Le 19 novembre 2020, les élus des trois conseils municipaux ont approuvé le projet,,.

## Politique et administration

### Rattachements administratifs et électoraux

#### Rattachements administratifs
Saint-Martin-de-Connée se trouve dans l'arrondissement de Mayenne du département de la Mayenne.
Elle faisait partie depuis 1801 du canton de Bais. Dans le cadre du redécoupage cantonal de 2014 en France, cette circonscription administrative territoriale a disparu, et le canton n'est plus qu'une circonscription électorale.

#### Rattachements électoraux
Pour les élections départementales, Saint-Martin-de-Connée  fait partie depuis 2014 du canton d'Évron
Pour l'élection des députés, elle fait partie de la première circonscription de la Mayenne.

### Intercommunalité
Saint-Martin-de-Connée était membre de la communauté de communes  de Bais, un établissement public de coopération intercommunale (EPCI) à fiscalité propre créé en 2001 et auquel la commune avait transféré un certain nombre de ses compétences, dans les conditions déterminées par le code général des collectivités territoriales.
Dans le cadre du schéma départemental de coopération intercommunale, et après avis des entités et des communes concernées, cette intercommunalité a fusionné avec ses voisines pour former, le 1er janvier 2013, la communauté  de communes des Coëvrons.
Depuis la fusion de 2021, c'est la commune nouvelle de Vimartin-sur-Orthe qui en est membre.

### Liste des maires
| Période      | Période  | Identité        | Étiquette | Qualité                                                                         |
| ------------ | -------- | --------------- | --------- | ------------------------------------------------------------------------------- |
| janvier 2021 | En cours | Martine Vannier | SE        | Clerc de notaire retraitée Maire de Vimartin-sur-Orthe (janvier → février 2021) |

## Équipements et services publics
Dès 2020, les enfants de Saint-Martin-de-Connée sont déjà scolarisés avec ceux de Saint-Pierre-sur-Orthe et de  Vimarcé dans le cadre d'un regroupement pédagogique intercommunal, qui, à la rentrée 2020; accueillait  88 élèves. Les maternelles et les CP vont dans l'école de Saint-Martin-de-Connée, les CE et CM à celle de Saint-Pierre-sur-Orthe. La constructuion d'une école unique est escomptée grâce à la fusion des 3 anciennes communes,. 
Saint-Martin-de-Connée dispose également d'une salle des fêtes.

## Démographie
En 2021, la commune comptait 411 habitants, en évolution de −0,96 % par rapport à 2015 (Mayenne : −0,73 %, France hors Mayotte : +2,11 %).
Saint-Martin-de-Connée a compté jusqu'à 2 422 habitants en 1866.
| 1793  | 1800  | 1806  | 1821  | 1831  | 1836  | 1841  | 1846  | 1851  |
| ----- | ----- | ----- | ----- | ----- | ----- | ----- | ----- | ----- |
| 1 627 | 1 764 | 1 743 | 1 927 | 1 973 | 2 009 | 1 833 | 1 963 | 2 197 |

| 1856  | 1861  | 1866  | 1872  | 1876  | 1881  | 1886  | 1891  | 1896  |
| ----- | ----- | ----- | ----- | ----- | ----- | ----- | ----- | ----- |
| 2 303 | 2 358 | 2 422 | 2 022 | 1 970 | 1 746 | 1 710 | 1 628 | 1 567 |

| 1901  | 1906  | 1911  | 1921  | 1926  | 1931  | 1936 | 1946 | 1954 |
| ----- | ----- | ----- | ----- | ----- | ----- | ---- | ---- | ---- |
| 1 475 | 1 402 | 1 378 | 1 189 | 1 098 | 1 035 | 986  | 921  | 820  |

| 1962 | 1968 | 1975 | 1982 | 1990 | 1999 | 2005 | 2006 | 2010 |
| ---- | ---- | ---- | ---- | ---- | ---- | ---- | ---- | ---- |
| 783  | 691  | 551  | 442  | 430  | 420  | 411  | 405  | 410  |

| 2015 | 2020 | 2021 | - | - | - | - | - | - |
| ---- | ---- | ---- | - | - | - | - | - | - |
| 415  | 416  | 411  | - | - | - | - | - | - |

## Culture locale et patrimoine

### Lieux et monuments
Saint-Martin-de-Connée est une cité du Pays d'art et d'histoire Coëvrons-Mayenne.
On peut notamment signaler : 
- L'église Saint-Martin, classée monument historique par arrêté du 5 mai 1969[20]. Elle abrite plusieurs œuvres classées à titre d'objets (autels-retables, tableaux, statues…)[21].
- La chapelle du Chêne, sanctuaire marial construit en 1899 qui rappelle plusieurs événements survenus autour d'un vieux chêne, dont le tronc est précieusement conservé dans l'édifice, et lieu de pèlerinage[22],[23].
- Le château du Puyz, du XVIe siècle. On retrouve les traces d'un premier ouvrage défensif dès 1240, qui faisait partie de la ligne de défense des Coëvrons, avec les châteaux d'Orthe, de Courtaliéru, de Foulletorte, et de Mézangers, destinée au   temps de la guerre de Cent ans, à se protéger des troupes anglo-normandes.
L'édifice  comprend une splendide salle-à-manger ainsi qu'une petite chapelle dont les vitraux, ont été l’œuvre des sœurs Carmélites du Mans à kla fin du XIXe siècle. Les cuisines datent du  XVIe siècle et sont  situées à l'écart de l'espace de vie[24].
- Les vestiges du château d'Orthe du XVe siècle, et de la forge d'Orthe.
- Monument aux morts, sur lequel le nom de deux soldats morts après l'armistice de leurs blessures a été rajouté en 2018[25].

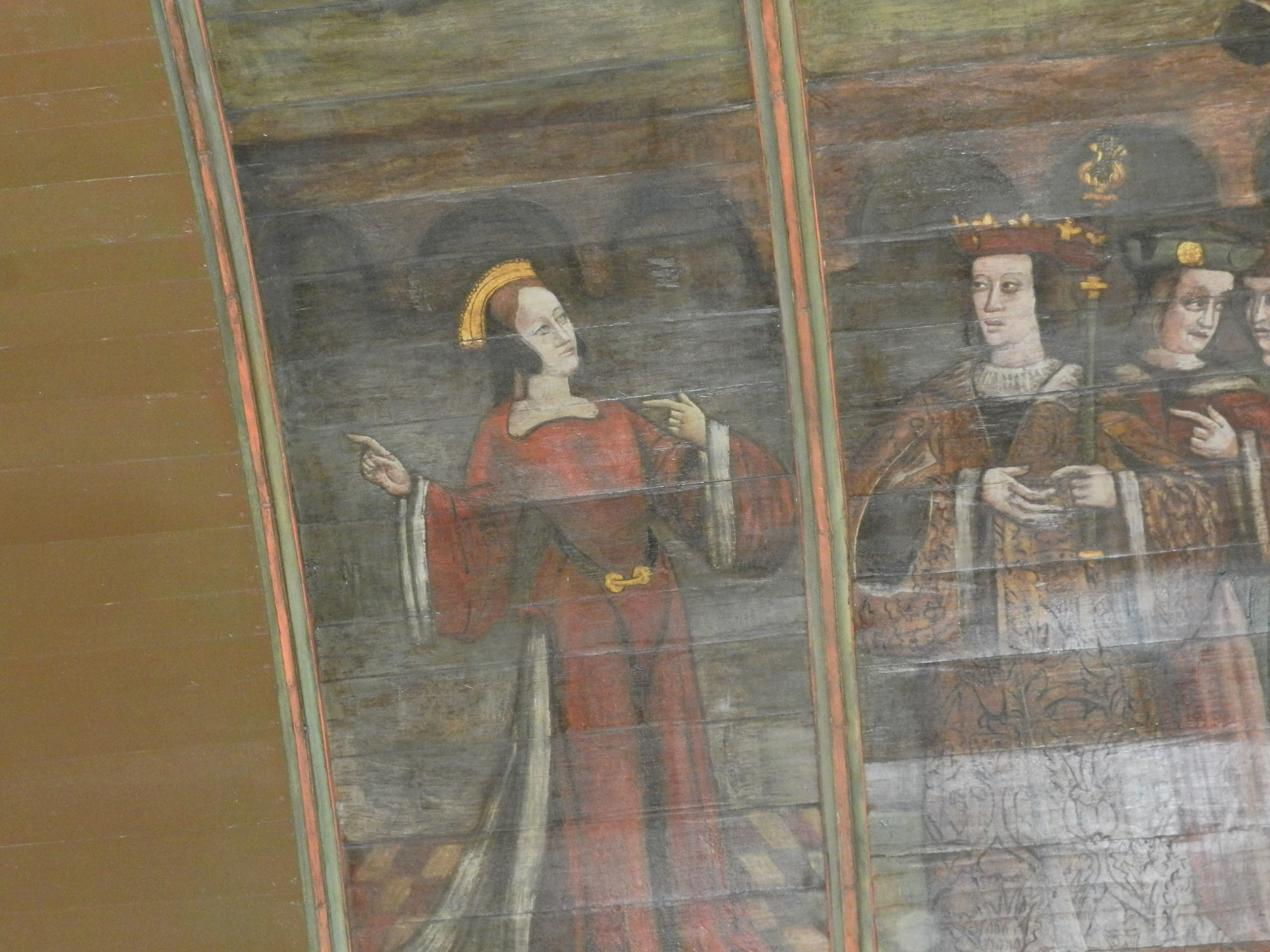
plafond peint du XIVe siècle dans l'église
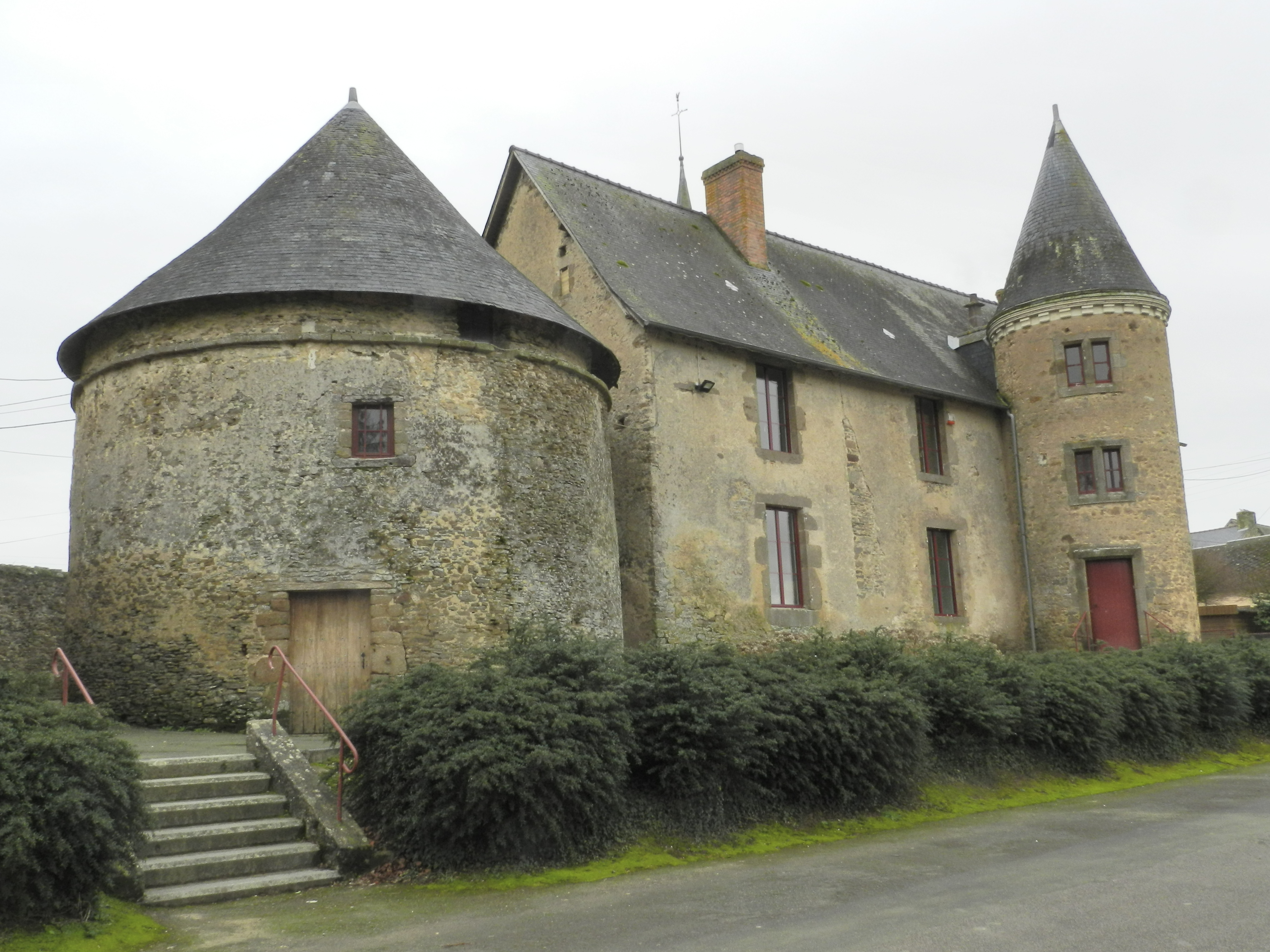
Tour et mairie

### Personnalités liées à la commune
- Jacques Burin (1756-1794), ancien curé de la paroisse, victime de la Révolution française, martyr, déclaré Bienheureux en 1955.
- Modeste Gruau de La Barre (1795 à Saint-Martin-de-Connée - 1883), partisan de Karl-Wilhelm Naundorff.
- Jules Roussel (1805-1877), maitre de forges, maire de Saint-Martin-de-Connée, député de la Mayenne.
- Henri Pottier (1819 à Saint-Martin-de-Connée - 1890), religieux et théologien.
- Giuseppe Tribus peintre décorateur italien du Trentin, est venu à la suite de l'abbé André depuis Le Bourgneuf-la-Forêt peindre des décors de théâtre pour la salle paroissiale.

### Héraldique
| Blason de Saint-Martin-de-Connée | Blason  | De gueules à la montagne d'argent, chargée d'une épée haute du champ et accompagné en chef d’une rose d'argent, accostée de deux glands versés d'or. |
| Blason de Saint-Martin-de-Connée | Détails | Adopté le 5 novembre 1999. |